# Niphargidae
Famille
Les Niphargidae sont une famille de crustacés amphipodes.

## Liste des genres
Selon BioLib (10 novembre 2021) :
- Carinurella Sket, 1971
- Exniphargus Karaman, 2016
- Foroniphargus Karaman, 1985
- Haploginglymus Mateus & Mateus, 1958
- Microniphargus Schellenberg, 1934
- Niphargellus Schellenberg, 1933
- Niphargobates  Sket, 1981
- Niphargobatoides Karaman, 2016
- Niphargopsis Chevreux, 1922
- Niphargus Schiödte, 1849
- Pontoniphargus Dancau, 1970